# Luis Amuchástegui
Luis Antonio Amuchástegui (Córdoba, Argentina; 12 de diciembre de 1960) es un exfutbolista argentino que se desempeñaba como delantero. En la actualidad retirado del fútbol ayuda a adolescentes de la calle en su natal Córdoba.

## Clubes
| Club                   | País      | Año       |
| ---------------------- | --------- | --------- |
| Racing de Córdoba      | Argentina | 1980-1983 |
| San Lorenzo de Almagro | Argentina | 1984      |
| River Plate            | Argentina | 1985-1986 |
| América                | México    | 1986-1987 |
| Sporting Cristal       | Perú      | 1987      |
| Racing de Córdoba      | Argentina | 1988-1991 |
| Club León              | México    | 1992      |

## Palmarés

### Campeonatos nacionales
| Título           | Club        | País      | Año     |
| ---------------- | ----------- | --------- | ------- |
| Primera División | River Plate | Argentina | 1985-86 |

### Campeonatos internacionales
| Título                           | Club        | País      | Año  |
| -------------------------------- | ----------- | --------- | ---- |
| Copa Libertadores                | River Plate | Argentina | 1986 |
| Copa de Campeones de la Concacaf | América     | México    | 1987 |